# 1879 v loďstvech
Tento článek obsahuje významné události v oblasti loďstev v roce 1879.

## Lodě vstoupivší do služby
- 14. srpna –  SMS Saida – korveta, samostatná jednotka